# Kristi Stassinopoulou
Kristi Stassinopoulou (Grieks: Κρίστη Στασινοπούλου) (Athene, 20 januari 1956) is een Grieks zangeres.

## Biografie
Stassinopoulou studeerde drama toen ze in 1978 deelnam aan een casting voor de musical Jesus Christ Superstar. Ze kreeg de rol van Maria Magdalena, hetgeen het begin van haar zangcarrière betekende. Ze is vooral bekend omwille van haar deelname aan het Eurovisiesongfestival 1983. In dat jaar had ze zich aangemeld voor de Griekse preselectie, die ze met het nummer Mou les wist te winnen. Zij mocht aldus haar vaderland vertegenwoordigen in München. Daar eindigde ze op de veertiende plaats.
Na haar passage op het Eurovisiesongfestival speelde ze mee in Evita. Het zou nog tot 1986 vooraleer ze haar eerste album uitbracht. Ze zou uitgroeien tot een bekende naam in de wereldmuziek. Naast haar zangcarrière bracht ze ook twee boeken uit.